# At-Tighnarí
Abu-Abd-Al·lah Muhàmmad ibn Màlik al-Murrí al-Hajj al-Gharnatí at-Tighnarí (àrab: أبو عبد الله محمد بن مالك المري الحاج الغرناطي الطغنري, Abū ʿAbd Allāh Muḥammad b. Mālik al-Mūrrī al-Ḥājj al-Ḡarnāṭī aṭ-Ṭiḡnarī), més conegut senzillament com a at-Tighnarí (Tighnar, Granada, segle XI - segle xii) fou un agrònom, poeta i literat andalusí, possiblement també fou metge, i ocupà càrrecs polítics.
Fou un destacat membre de l'escola agronòmica andalusina que, sorgida a la Córdoba califal, arriba al seu màxim apogeu durant el segle xi. Durant la seva joventut va destacar com un excel·lent poeta en l'època de l'últim dels monarques zírides granadins, l'emir Abd-Al·lah ibn Bulugguín (465 H./1073 C. - 483 H./1090 C.). Es conserven poques dades més sobre la seva persona. La resta de la seva vida cal reconstruir-la a partir de les dades autobiogràfiques incloses en el seu tractat agrícola, que porta per títol Kitab zúhrat al-bustan wa-núzhat al-adhan (‘Llibre de l'esplendor del jardí i l'esbarjo de les ments'), així com de les notícies proporcionades pels agrònoms andalusins posteriors.
Aviat es traslladaria a la taifa d'Almeria, per després dirigir-se a Sevilla a les acaballes de govern abbàdida. En aquesta cort sevillana entrà a formar part del grup de poetes i naturalistes (agrònoms, botànics i metges) agrupats al voltant de la figura de diversos mestres comuns, entre ells l'agrònom toledà Ibn Bassal, el metge sevillà Abu-l-Hassan Xihab i possiblement també amb Ibn al-Lunquh, metge toledà deixeble d'Ibn Bassal. De Sevilla partiria cap a Orient per complir amb el precepte canònic del pelegrinatge i establir contacte amb altres centres intel·lectuals de l'època situats en diversos punts al llarg de la ruta. Després d'una estada a la cort hammàdida, en l'actual Algèria, va continuar el seu periple per la Mediterrània oriental, passant per Trípoli, Alexandria i diverses ciutats sirianes, entre elles Damasc, comprovant in situ pràctiques agrícoles i hidràuliques que en aquests llocs es practicaven i que podien tenir aplicació a l'Àndalus. Ja afermat el govern almoràvit a l'Àndalus, at-Tighnarí torna de nou a Granada, on conclou la redacció del seu tractat agrícola. Possiblement en aquesta ciutat transcorrerien els últims anys de la seva vida, encara que no sabem amb exactitud la data exacta ni el lloc de la seva mort.